# Modelowanie procesów biznesowych

Przykład modelowania procesów biznesowych z notacją BPMN

Modelowanie procesów biznesowych (ang. business process modeling) – jest to zbiór czynności wykonywanych przez analityków procesów biznesowych w organizacji. Modelowanie procesów ma na celu ustalenie w jaki sposób działa dana organizacja (tak zwany stan AS-IS) i może służyć do określenia docelowego sposobu postępowania (procesy TO-BE).
Modelowanie, jak sama nazwa wskazuje, służy przedstawieniu modelu procesu, czyli uporządkowanemu opisowi procesu (najczęściej graficznemu). Z modelu procesu można wywnioskować przebieg i kolejność wykonywania poszczególnych kroków w procesie.
Modelowanie jest często utożsamiane z mapowaniem procesów. Pojęcia te nie są tożsame. Mapa pokazuje jedyne relacje pomiędzy procesami/obiektami w procesie, podczas gdy model pokazuje przebieg. Obecnie najpopularniejszą notacją do modelowania jest BPMN.